# Bohutín (district de Příbram)
Pour les articles homonymes, voir Bohutín.
Bohutín (en allemand : Bohutin) est une commune du district de Příbram, dans la région de Bohême-Centrale, en République tchèque. Sa population s'élevait à 2 002 habitants en 2024.

## Géographie
Bohutín se trouve à 6 km au sud-ouest de Příbram et à 59 km au sud-ouest de Prague.
La commune est limitée par la zone militaire de Brdy au nord-ouest, par Příbram au nord et à l'est, par Narysov au sud-est, par Vysoká u Příbramě au sud, et par Láz à l'ouest.

## Histoire
La première mention du village date de 1379. Bohutín est un ancien village minier associé à l'extraction de l'argent et de minerai de plomb.

## Administration
La commune se compose de quatre sections :
- Bohutín
- Hvírna
- Tisová
- Vysoká Pec

## Transports
Par la route, Bohutín se trouve à 8 km de Příbram et à 67 km du centre de Prague.